# ماریاشتاین (تیرول)
ماریاشتاین (به آلمانی: Mariastein) یک منطقهٔ مسکونی در اتریش است که در ناحیه کوفستاین واقع شده‌است. ماریاشتاین ۲٫۴ کیلومتر مربع مساحت دارد ۵۷۵ متر بالاتر از سطح دریا واقع شده‌است.